# Scutellista caerulea
Scutellista caerulea är en stekelart som först beskrevs av Etienne Laurent Joseph Hippolyte Boyer de Fonscolombe 1832.  Scutellista caerulea ingår i släktet Scutellista och familjen puppglanssteklar. Inga underarter finns listade i Catalogue of Life.